# 제이엔케이글로벌
제이엔케이글로벌(JNK Global Co. Ltd.)은 대한민국의 산업용 가열로 기업이다. 여러 산업용 가열로 솔루션과 수소충전소를 제공하고 있다 신사업으로 수소충전기와 수소추출기 사업을 영위하고 있다대한민국의 산업용 가열로 기업이다.

## 역사
1998년 9월 대림엔지니어링의 산업용 가열로 사업이 분사하여 설립되었다. 
2011년 1월 31일에 공모가 13,600원에 상장하였다. 2024년 제이엔케이히터에서 현재의 사명으로 변경하였다.
2022년 사우디아라비아 국영석유회사인 아람코(ARAMCO)에 액화석유가스(LPG)를 활용 수소를 생산하는 수소추출기를 납품하였다

## 참고 문헌
1. ↑  한상원, 수소추출기 첫 국산화···수소충전소 구축도 점유율 1위, 가스신문,  2023년 1월 4일
2. ↑  이종수, PEOPLE┃김방희 제이엔케이히터 대표, 월간수소경제, 2020년 1월 2일
3. ↑  최대웅, 한국IR협의회 기술분석보고서-제이엔케이히터, 2021-02-04
4. ↑  박두호, 제이엔케이히터, 수소 사업 비중 확대...올해 수소 관련 매출 600억 목표, 뉴스핌, 2023년 1월 24일
5. ↑  김방희, 엔지니어 열정으로 'JNK히터' 아프리카 공략, 비지니스포스트, 2016-09-21
6. ↑  김방희 제이엔케이히터 대표, 월간수소경제, 2018-09-04
7. ↑  산업용 가열로 제조 명가, 수소 분야로 확장, 동아일보, 2023년 12월 4일
8. ↑  제이엔케이히터, 사명 ‘제이엔케이글로벌’로 변경, 투데이에너지, 2024-04-01
9. ↑  제이엔케이글로벌, 사우디에 수소추출기 수출…해외 진출 본격화, 에너지뉴스, 2024-07-05